# Jake Epstein
Jake Lee Epstein (ur. 16 stycznia 1987 w Toronto) – kanadyjski aktor. Zagrał Craiga Manninga w serialu Degrassi: Nowe pokolenie i wystąpił gościnnie jako Jackson w 16 odcinku 2 sezonu serialu Radiostacja Roscoe.